# Team Red Bull (course aérienne)
Cet article concerne l'équipe de course aérienne. Pour l'écurie de NASCAR, voir Team Red Bull.

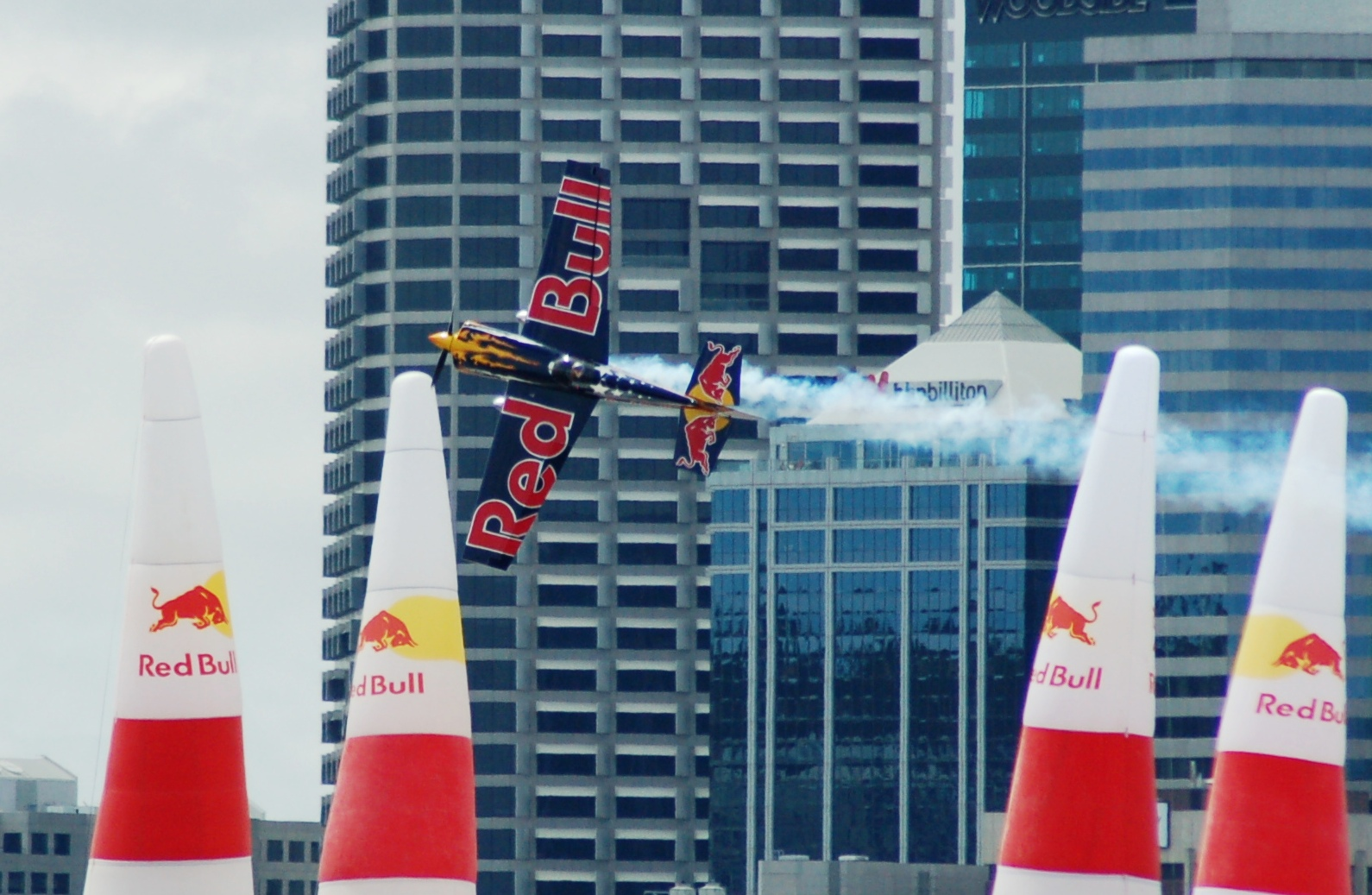
Kirby Chambliss à Perth en 2006.

La Team Red Bull est une équipe de course aérienne créée en 2003 qui évolue dans le Championnat du monde Red Bull. Elle appartient au groupe Red Bull, détenu par l'industriel autrichien Dietrich Mateschitz..
Depuis sa création, elle a participé à toutes les épreuves du championnat. Ses pilotes sont Peter Besenyei et Kirby Chambliss, qui ont respectivement remporté les éditions 2003 et 2004, toutes deux hors championnat. L'équipe a décroché son premier titre pilote avec Kirby Chambliss en 2006.

## Palmarès
Peter Besenyei
|                   | 2005 | 2006 | 2007 | 2008 | 2009 | 2010 |
| ----------------- | ---- | ---- | ---- | ---- | ---- | ---- |
| Classement pilote | 2    | 2    | 3    | 5    | 8    |      |
| Classement équipe | 1    | 1    | 2    | -    | -    | -    |

Kirby Chambliss
|                   | 2005 | 2006 | 2007 | 2008 | 2009 | 2010 |
| ----------------- | ---- | ---- | ---- | ---- | ---- | ---- |
| Classement pilote | 3    | 1    | 4    | 3    | 4    |      |
| Classement équipe | 1    | 1    | 2    | -    | -    | -    |

Il n'existe plus d'équipe depuis la saison 2008.